# Аксёнов, Алексей Иванович
Алексей Иванович Аксёнов — советский хозяйственный, государственный и политический деятель.

## Биография
Родился в 1904 году в посёлке Голубовского рудника. Член ВКП(б) с 1925 года.
С 1925 года — на хозяйственной, общественной и политической работе. В 1925—1941 гг. — ответственный секретарь Ленинского районного комитета ВЛКСМ, в Кузнецком окружном комитете ВЛКСМ, секретарь ячейки ВКП(б) Емельяновской, Ленинской шахты, инструктор районного комитета ВКП(б) в Кузнецком округе, слушатель рабочего факультета, студент Ленинградского горного института, и. о. 1-го секретаря, 1-й секретарь Сталинского городского комитета ВКП(б), 3-й, 2-й секретарь Новосибирского областного комитета ВКП(б).